# 12640 Reinbertdeleeuw
12640 Reinbertdeleeuw eller 1231 T-2 är en asteroid i huvudbältet som upptäcktes den 29 september 1973 av den nederländsk-amerikanske astronomen Tom Gehrels och det nederländska astronomparet Ingrid van Houten-Groeneveld och Cornelis Johannes van Houten vid Palomarobservatoriet. Den är uppkallad efter kompositören Reinbert de Leeuw.
Asteroiden har en diameter på ungefär 5 kilometer och den tillhör asteroidgruppen Koronis.